# Озол, Альфред Мартынович
Альфред Мартынович Озол (латыш. Alfrēds Ozols; 22 марта 1898, Валмиерский район Латвия — 20 июня 1971, Саласпилс Латвийская ССР СССР ) — советский и латвийский агроном, растениевод, государственный деятель и академик АН Латвийской ССР (1951-71).

## Научные работы
Основные научные работы А. М. Озола посвящены интродукции и акклиматизации растений.

## Биография
Родился Альфред Озол 22 марта 1898 года в Валмиерском районе. Точный город рождения учёного неизвестен.
Решил переехать в РСФСР, чтобы поступить в Донской институт сельского хозяйства и мелиорации. Успешно поступив туда и проучившись, он в 1927 году оканчивает его. С 1927 года начинается его государственная деятельность, с 1927 по 1930 год работал в Северо-Кавказском краевом управлении и СНК СССР. В 1930 году отошёл от политической деятельности и перешёл в научную, т.е с 1930-по 1937 год занимал должность заместителя директора НИИ совхозного института ВАСХНИЛ. С 1937-по 1952 год работал в системе АН СССР. В 1952 году вернулся в Латвию, где до 1967 года занимал должность директора института биологии в Саласпилсе.
Скончался Альфред Озол 20 июня 1971 года в Саласпилсе.

## Научные работы и литература
- Озол А.М, Харьков Е. И. Грецкий орех, его интродукция и акклиматизация.— Рига: Издательство АН Латвийской ССР, 1958.— 302 с.

## Награды
- Медаль «За трудовую доблесть» (05.04.1954)

## Список использованной литературы
- Памяти академика А. М. Озола.— Изв. АН Латвийской ССР, 1978, № 7, с. 103—105.
- Биологи. Биографический справочник.— Киев: Наукова думка.— 1984, 816 с. ил
- Рига: Энциклопедия = Enciklopēdija «Rīga» / Гл. ред. П. П. Еран. — 1-е изд.. — Рига: Главная редакция энциклопедий, 1989. — С. 518. — 880 с. — 60 000 экз. — ISBN 5-89960-002-0.